# لودفيغ من فورتمبيرغ
الدوق لودفيغ فريدرش ألكسندر من فورتمبيرغ (بالألمانية: Ludwig Friedrich Alexander Herzog von Württemberg؛ 30 أغسطس 1756 - 20 سبتمبر 1817)؛ هو أمير مملكة فورتمبيرغ، باعتبار الابن الثاني لـ فريدرش الثاني يوجين دوق فورتمبيرغ (1732–1797) ومرغرافين فريدريكه من براندنبورغ-شفيدت (1736–1798) هي ابنة شقيقة فريدرش العظيم؛ أصبح شقيقه الأكبر فريدرش الأول أول ملك فورتمبيرغ منذ 1806، وأيضا هو شقيق الإمبراطورة الروسية القرينة ماريا فيودوروفنا، احتفظ لودفيغ بلقب الدوق ما قبل الملكية.

## السيرة الذاتية
كان لودفيغ فريدرش جنرالًا في سلاح الفرسان، كان لفترة وجيزة قائدًا رفيع المستوى في جيش الكومنولث البولندي الليتواني، وعين قائدًا لجيش دوقية ليتوانيا الكبرى، ولكنه خان الكومنولث عندما رفض القتال ضد القوات الروسية أثناء الحرب في عام 1792، وذلك بتظهره بالمرض، وبسبب خيانته تم فصله من منصبه، ولكن لم تتم محاكمته أبدًا.
بين عامي 1807 و1810، وظّف الدوق الملحن كارل ماريا فون فيبر كسكرتير له دون أي مهام موسيقية، كان فيبر وشقيق الدوق الأكبر فريدرش يكرهان بعضهما البعض، ولهذا تم نفي الملحن من فورتمبيرغ بعد اتهامه باختلاس بعض أموال الدوق.

## الزواج والذرية
- تزوج في 28 أكتوبر 1784 من الأميرة ماريا تشارتوريسكا (1768-1854)؛ هي إحدى نبيلات بولنديات، أنجبت له طفلًا واحدًا قبل طلاقهما في عام 1793 (بحيث بادرت ماريا بالطلاق بعد أن علمت بخيانته لبلادها):-
  - آدم كارل فيلهلم ستانيسلاوس يوجين باول لودفيغ (16 يناير 1792 - 27 يوليو 1847)؛ ضابط في الجيش.
- في 28 يناير 1797 في إحدى البلدات القريبة من بايرويت تزوج لودفيغ فريدرش من الأميرة هنرييت من ناساو-فيلبورخ (ناساو لاحقاً)؛ هي ابنة كارل كريستيان أمير ناساو-فيلبورخ والأميرة كارولينا من أورانج-ناساو، أنجبت الزوجان خمسة أطفال:-
  - ماريا دوروثيا لويز فيلهيلمين كارولين (1 نوفمبر 1797 - 30 مارس 1855)؛ تزوجت في عام 1819 من الأرشيدوق يوزف النمساوي؛ لهما ذرية بما في ذلك ماري هنرييت ملكة بلجيكا القرينة، وجدا ماريا كريستينا ملكة إسبانيا القرينة.
  - أمالي تيريز لويز فيلهيلمين فيليبين (28 يونيو 1799 - 28 نوفمبر 1848)؛ تزوجت في عام 1817 من يوزف دوق ساكس-ألتنبورغ، لهما ذرية، ومن نسلهما فيليب السادس ملك إسبانيا وتشارلز الثالث ملك المملكة المتحدة .
  - بولين تيريز لويز (4 سبتمبر 1800 - 10 مارس 1873)؛ تزوجت في عام 1820 من ابن عمها فيلهلم الأول ملك فورتمبيرغ، لهما ذرية، ومن نسلهما أخرا ملوك فورتمبيرغ.
  - إليزابيث ألكسندرين كونستانتسه (27 فبراير 1802 - 5 ديسمبر 1864)؛ تزوجت عام 1830 من الأمير فيلهلم ابن كارل فريدرش دوق بادن الأكبر، لهم ذرية.
  - ألكسندر باول لودفيغ قسطنطين (9 سبتمبر 1804 - 4 يوليو 1885)؛ تزوج بشكل مرغنطي في 2 مايو 1835 من الكونتيسة كلودين ريدي فون كيس ريده، لهما ذرية، يعتبر مؤسس الفرع الثاني من آل فورتمبيرغ المعروفة باسم دوقات تك،[2] ومن نسلهما إليزابيث الثانية ملك المملكة المتحدة.